# Télécabine de Venosc
Ne doit pas être confondu avec Télécabine de Super Venosc.
La télécabine de Venosc est une télécabine de France située en Isère. Elle permet de relier le village de Venosc à la station des Deux Alpes en franchissant l'adret du col de l'Alpe, entre la route départementale 530 dans le bas du village en aval à l'Alpe de Venosc en amont. Avec un sentier de randonnée passant sous la remontée mécanique, elle est le seul moyen d'accéder aux Deux Alpes depuis le versant sud. Cette télécabine a également un rôle d'ascenseur valléen,, sur ce qui est depuis 2017 la commune nouvelle des Deux Alpes (les communes de Venosc et des Deux alpes ayant fusionné).